# 田場裕也
田場 裕也（たば ゆうや、1975年9月12日 - ）は、沖縄県浦添市出身の元ハンドボール選手、指導者。ポジションはフローター。

## 経歴
- 1993年：興南高校[1] 3年時に全国春季大会3位（得点王）、インターハイベスト8
- 1994年-1997年：日本体育大学に在籍[1]。4年間でインカレ優勝2回、準優勝1回。1997年関東大学秋季リーグ得点王
- 1998年：湧永製薬入社。ハンドボールクラブチームの名門湧永製薬ハンドボール部に入部。同年日本リーグ新人王獲得[1]。
- 1999年：スペイン留学し、2部リーグのテルサ・アドリアネンスに所属、28試合出場[1]。
- 2000年：湧永製薬に契約選手として復帰。日本人初のプロハンドボールプレーヤーとなる
- 2002年-2005年：日本人として初めて欧州プロリーグ挑戦。ニームにあるフランス1部リーグのウサム・ニーム（フランス語版）に移籍し、シーズン得点ランキング3位になるなどチームのエースとして活躍
- 2006年：欧州の各クラブからのオファーを断り帰国。FC琉球ハンドボール部のゼネラルマネージャー兼選手に就任。
- 2007年：沖縄から日本初のプロハンドボールチームを立ち上げることを宣言、FC琉球からハンドボール部を独立し、ハンドボールチーム琉球コラソンを設立。GM兼選手に就任。